# Gare de Schelle
La gare de Schelle est une gare ferroviaire belge de la ligne 52, de Termonde à Anvers-Sud, située sur la commune de Schelle, en Région flamande dans la province d'Anvers.
Mise en service en 1913 par les Chemins de fer de l'État belge, c’est une halte ferroviaire de la Société nationale des chemins de fer belges (SNCB), desservie par des trains Suburbains (S32).

## Histoire
Le « point d'arrêt de Schelle » est mise en service le 1er mai 1913 par l’Administration des chemins de fer de l’État belge. C'est un simple arrêt administré depuis la gare d'Hemiksem.
Les installations étaient modestes. Une carte postale ancienne montre un ancien wagon en bois servant d'abri, adossé à une maison de garde-barrière.
En 1980, la SNCB ferme la section de ligne de Boom à Puurs et Termonde mais électrifie la section Anvers-Boom.
Toutefois, la gare de Schelle, comme toutes les gares intermédiaires situées entre Anvers-Sud et Boom ferme déjà en 1984. Les trains sont sans arrêt et des bus les remplacent pour la desserte des petites gares.
En 1988, la SNCB rouvre la plupart des gares de la ligne, mais celle de Schelle dut attendre 2004.
À partir du premier trimestre de l’année 2018, la desserte de la gare, qui n'était que d'un train L par heure renforcé par quelques trains P, passe à deux trains L par heure et à partir du second trimestre de 2018, les trains L sont rebaptisés (S32).

## Service des voyageurs

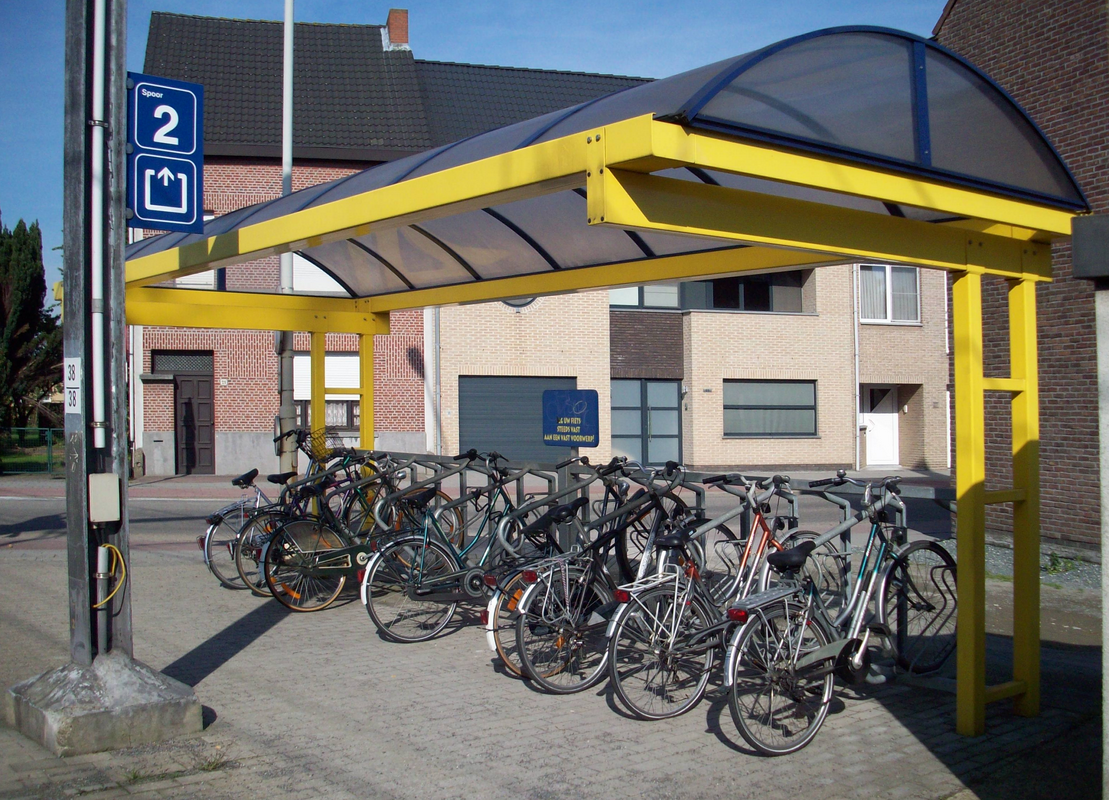
Parc à vélos.

### Accueil
Halte SNCB, c'est un point d'arrêt non géré (PANG) à accès libre. Elle est équipée d'un automate pour l'achat de titres de transport sur le quai no 1.
Le passage d'un quai à l'autre et la traversée des voies s'effectuent par le passage à niveau routier.

### Desserte
Schelle est desservie par des trains Suburbains (S32) circulant sur la ligne commerciale 52 (voir brochure SNCB).
En semaine, la desserte est de deux trains S32 par heure : les premiers reliant Puurs à Essen, via Anvers-Central ; les seconds étant prolongés entre Essen et Roosendael aux Pays-Bas.
Les week-ends et jours fériés, seuls circulent des trains S32 de Puurs à Roosendael, toutes les heures.

### Intermodalité
Deux parcs à vélos ainsi qu'un parking bordent le passage à niveau.

## Comptage voyageurs
Ce graphique et tableau montre le nombre de voyageurs embarquant en moyenne durant la semaine, le samedi et le dimanche.
| Nombre de passagers qui embarquent à la gare de Schelle | Nombre de passagers qui embarquent à la gare de Schelle | Nombre de passagers qui embarquent à la gare de Schelle | Nombre de passagers qui embarquent à la gare de Schelle |
|                                                         | Semaine                                                 | Samedi                                                  | Dimanche                                                |
| ------------------------------------------------------- | ------------------------------------------------------- | ------------------------------------------------------- | ------------------------------------------------------- |
| 1977                                                    | 112                                                     | 36                                                      | -                                                       |
| 1978                                                    | 130                                                     | 41                                                      | -                                                       |
| 1979                                                    | 127                                                     | 46                                                      | 1                                                       |
| 1980                                                    | 166                                                     | 51                                                      | 52                                                      |
| 1981                                                    | 166                                                     | 65                                                      | 67                                                      |
| 1982                                                    | 145                                                     | 21                                                      | -                                                       |
| 1983                                                    | 89                                                      | 41                                                      | -                                                       |
| 1984                                                    | -                                                       | -                                                       | -                                                       |
| 1985                                                    | -                                                       | -                                                       | -                                                       |
| 1986                                                    | -                                                       | -                                                       | -                                                       |
| 1987                                                    | -                                                       | -                                                       | -                                                       |
| 1988                                                    | -                                                       | -                                                       | -                                                       |
| 1989                                                    | -                                                       | -                                                       | -                                                       |
| 1990                                                    | -                                                       | -                                                       | -                                                       |
| 1991                                                    | -                                                       | -                                                       | -                                                       |
| 1992                                                    | -                                                       | -                                                       | -                                                       |
| 1993                                                    | -                                                       | -                                                       | -                                                       |
| 1994                                                    | -                                                       | -                                                       | -                                                       |
| 1995                                                    | -                                                       | -                                                       | -                                                       |
| 1996                                                    | -                                                       | -                                                       | -                                                       |
| 1997                                                    | -                                                       | -                                                       | -                                                       |
| 1998                                                    | -                                                       | -                                                       | -                                                       |
| 1999                                                    | -                                                       | -                                                       | -                                                       |
| 2000                                                    | -                                                       | -                                                       | -                                                       |
| 2001                                                    | -                                                       | -                                                       | -                                                       |
| 2002                                                    | -                                                       | -                                                       | -                                                       |
| 2003                                                    | -                                                       | -                                                       | -                                                       |
| 2004                                                    | -                                                       | -                                                       | -                                                       |
| 2005                                                    | 74                                                      | -                                                       | -                                                       |
| 2006                                                    | 100                                                     | -                                                       | -                                                       |
| 2007                                                    | 103                                                     | -                                                       | -                                                       |
| 2008                                                    | -                                                       | -                                                       | -                                                       |
| 2009                                                    | 107                                                     | -                                                       | -                                                       |
| 2010                                                    | -                                                       | -                                                       | -                                                       |
| 2011                                                    | -                                                       | -                                                       | -                                                       |
| 2012                                                    | 166                                                     | -                                                       | -                                                       |
| 2013                                                    | 173                                                     | -                                                       | -                                                       |
| 2014                                                    | 146                                                     | -                                                       | -                                                       |
| 2015                                                    | 131                                                     | -                                                       | -                                                       |
| 2016                                                    | 146                                                     | -                                                       | -                                                       |
| 2017                                                    | 169                                                     | -                                                       | -                                                       |
| 2018                                                    | 190                                                     | 109                                                     | 70                                                      |
| 2019                                                    | 262                                                     | 51                                                      | 33                                                      |
| 2020                                                    | 156                                                     | 92                                                      | 50                                                      |
| 2021                                                    | -                                                       | -                                                       | -                                                       |
| 2022                                                    | 262                                                     | 83                                                      | 83                                                      |
| 2023                                                    | 312                                                     | 129                                                     | 118                                                     |
| 2024                                                    | 349                                                     | 143                                                     | 118                                                     |